# Новомарьевка (Макеевский городской совет)
Новомарьевка (укр. Новомар'ївка) — посёлок, входит в Макеевский городской совет Донецкой области Украины. Находится под контролем самопровозглашённой Донецкой Народной Республики.

## География
Посёлок располагается на правом берегу реки под названием Крынка.

#### Соседние населённые пункты по странам света
СВ: Верхняя Крынка (Макеевский горсовет; на левом берегу Крынки), Шапошниково, Авиловка, город Енакиево
С:  Новосёловка (выше по течению Крынки); Верхняя Крынка (Енакиевский горсовет), Щебёнка
СЗ: Корсунь, Шевченко
З: Монахово, Новый Свет
ЮЗ: Алмазное, Красная Заря, Ханженково-Северный
Ю, ЮВ: Нижняя Крынка (ниже по течению Крынки)
В: Розовка, город Ждановка

## Население
Население по переписи 2001 года составляло 305 человек.

## Местный совет
86190, Макеевский городской совет, с. Верхняя Крынка, ул. Советская, 5. Телефонный код — 6232.